# Alessandra Keller
Alessandra Keller, née le 27 janvier 1996 à Endingen, est une coureuse cycliste suisse, spécialiste de VTT cross-country. Elle a notamment remporté la coupe du monde de cross-country et de cross-country short track en 2022.

## Palmarès en VTT cross-country

### Jeux olympiques
- Paris 2024
  - 7e du cross-country

### Championnats du monde
- Pietermaritzburg 2013
  -  Championne du monde de cross-country juniors
- Lillehammer-Hafjell 2014
  - 4e du cross-country juniors
- Nové Město 2016
  -  Médaillée de bronze du cross-country espoirs
- Cairns 2017
  -  Médaillée de bronze du cross-country espoirs
- Lenzerheide 2018
  -  Championne du monde de cross-country espoirs
- Val di Sole 2021
  - 10e du cross-country short track
  - 10e du cross-country
- Les Gets 2022
  -  Médaillée d'argent du cross-country short track
  - 5e du cross-country
- Glasgow 2023
  - 5e du cross-country
  - 6e du short track

### Coupe du monde
- Coupe du monde de cross-country espoirs
  - 2015 : 2e du classement général

- Coupe du monde de cross-country (2)
  - 2018 : 4e du classement général, vainqueur d'une course short track
  - 2019 : 26e du classement général
  - 2021 : 12e du classement général
  - 2022 : 1re du classement général, vainqueur d'une manche
  - 2023 : 5e du classement général
  - 2024 : 1re du classement général

- Coupe du monde de cross-country short track (2)
  - 2022 : 1re du classement général, vainqueur d'une manche
  - 2023 : 2e du classement général, vainqueur d'une manche
  - 2024 : 1re du classement général, vainqueur de 2 manches

### Championnats d'Europe
- 2014
  -  Championne d'Europe du cross-country juniors
- Darfo Boario Terme 2017 
  -  Championne d'Europe du relais mixte
  -  Médaillée d'argent du cross-country espoirs
- Graz-Stattegg 2018
  -  Médaillée d'argent du relais mixte
- Monte Tamaro 2020
  -  Médaillée de bronze du relais mixte
- Novi Sad 2021
  -  Médaillée d'argent du relais mixte
- Munich 2022
  - 6e du cross-country

### Championnats de Suisse
- 2013
  -  Championne de Suisse de cross-country juniors
- 2022
  -  Championne de Suisse de cross-country
- 2023
  -  Championne de Suisse de cross-country
  -  Championne de Suisse de cross-country short track

## Palmarès en cyclo-cross
- 2021-2022
  -  Championne de Suisse de cyclo-cross
  - Cyclocross Meilen, Meilen
- 2022-2023
  -  Championne de Suisse de cyclo-cross
- 2023-2024
  -  Championne de Suisse de cyclo-cross

## Palmarès sur route

### Par années
- 2024
  - Prologue du Trofeo Ponente in Rosa (contre-la-montre)

### Classements mondiaux
| Année                                 | 2022 | 2023 | 2024  |
| ------------------------------------- | ---- | ---- | ----- |
| Classement UCI                        | 731e | nc   | 1046e |
| UCI World Tour                        | 229e | nc   | nc    |
|                                       |      |      |       |
| Légende : nc = non classéSource : UCI |      |      |       |